# Kabelbaan van Madrid
De kabelbaan van Madrid (Spaans Teleférico de Madrid) is een kabelbaan in de Spaanse hoofdstad Madrid. Het beginstation ligt bij Paseo del Pintor Rosales vlak bij het metrostation Argüelles en eindigt in het stadspark Casa de Campo.
In 1967 werd het perceel aangekocht door het bedrijf Rosales Cable Car Company waarna de bouw van de kabelbaan van start ging. Het Zwitserse bedrijf Von Roll was verantwoordelijk voor de bouw van de kabelbaan. Op 26 Juni 1969 werd de kabelbaan officieel in gebruik genomen. De eerste rit werd gemaakt door de toenmalig burgemeester van Madrid, Carlos Arias Navarro, samen met zijn vrouw. In eerste instantie zou de kabelbaan al in de maand Mei worden geopend, maar dit werd toen uitgesteld omdat omwonenden bang waren voor schending van hun privacy.
De kabelbaan is nog steeds in gebruikt en telt 80 gondels die een ronde maken over twee kabels met een snelheid van 3,5 meter per seconde. Een gondel biedt plaats voor maximaal 6 passagiers. De gondels hangen op het hoogste punt 40 meter boven de grond en de baan is bijna 2,5 kilometer lang. De maximale capaciteit is 1200 passagiers per uur.

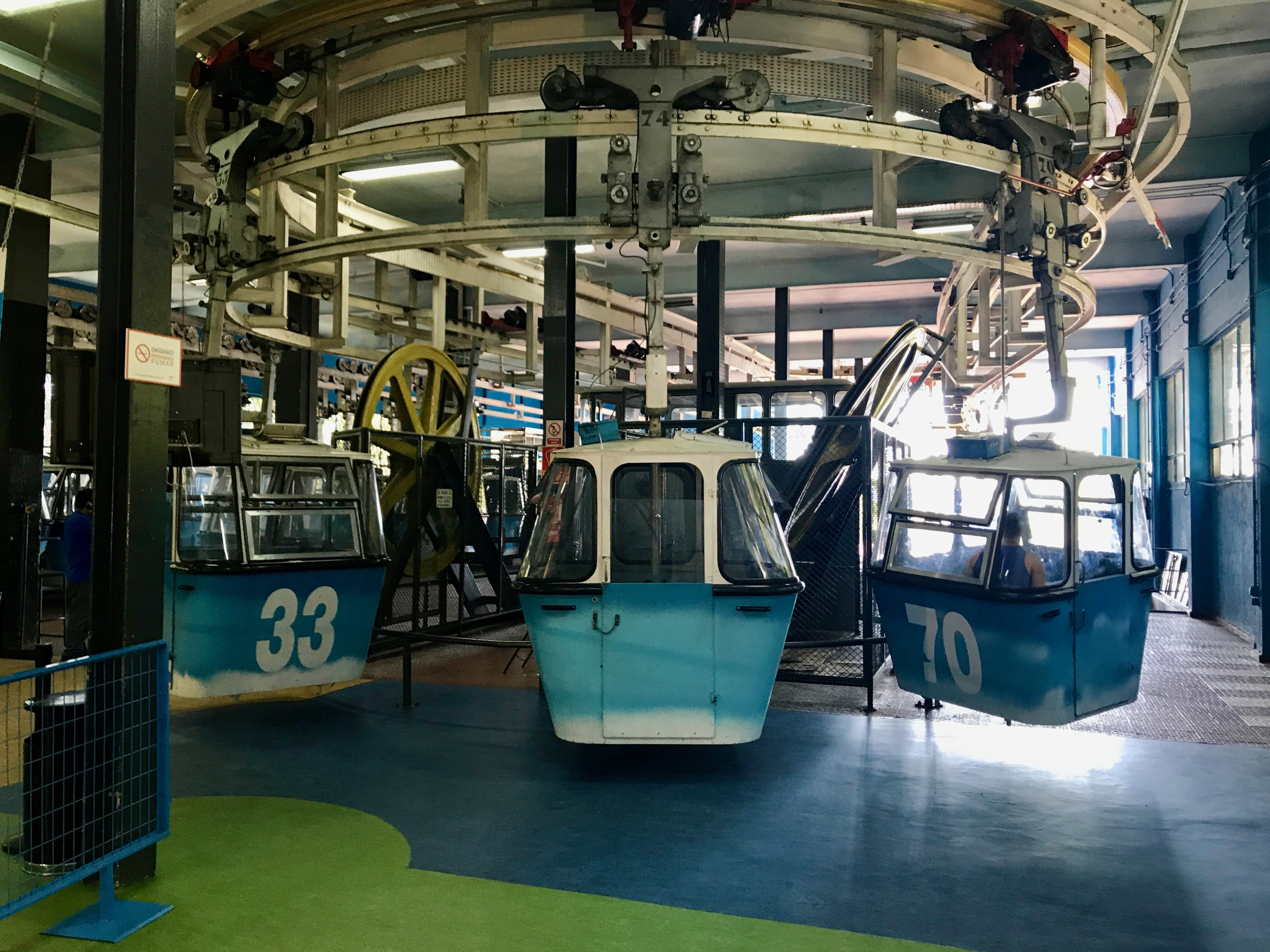
Het dalstation bij Paseo del Pintor Rosales